# Vielha e Mijaran
Vielha e Mijaran (katalánsky Viella i Mitjaran, španělsky Viella Mitg Arán) je španělská obec v Údolí Arán, v západní části autonomní oblasti Katalánsko. Obec je centrem Údolí Arán. Žije zde přibližně 5 800 obyvatel.
Obec Vielha e Mijaran existuje od roku 1970, kdy se spojilo 6 obcí Vielha, Arròs e Vila, Betlan, Escunhau, Gausac a Vilac.